# Ordre de la Générosité

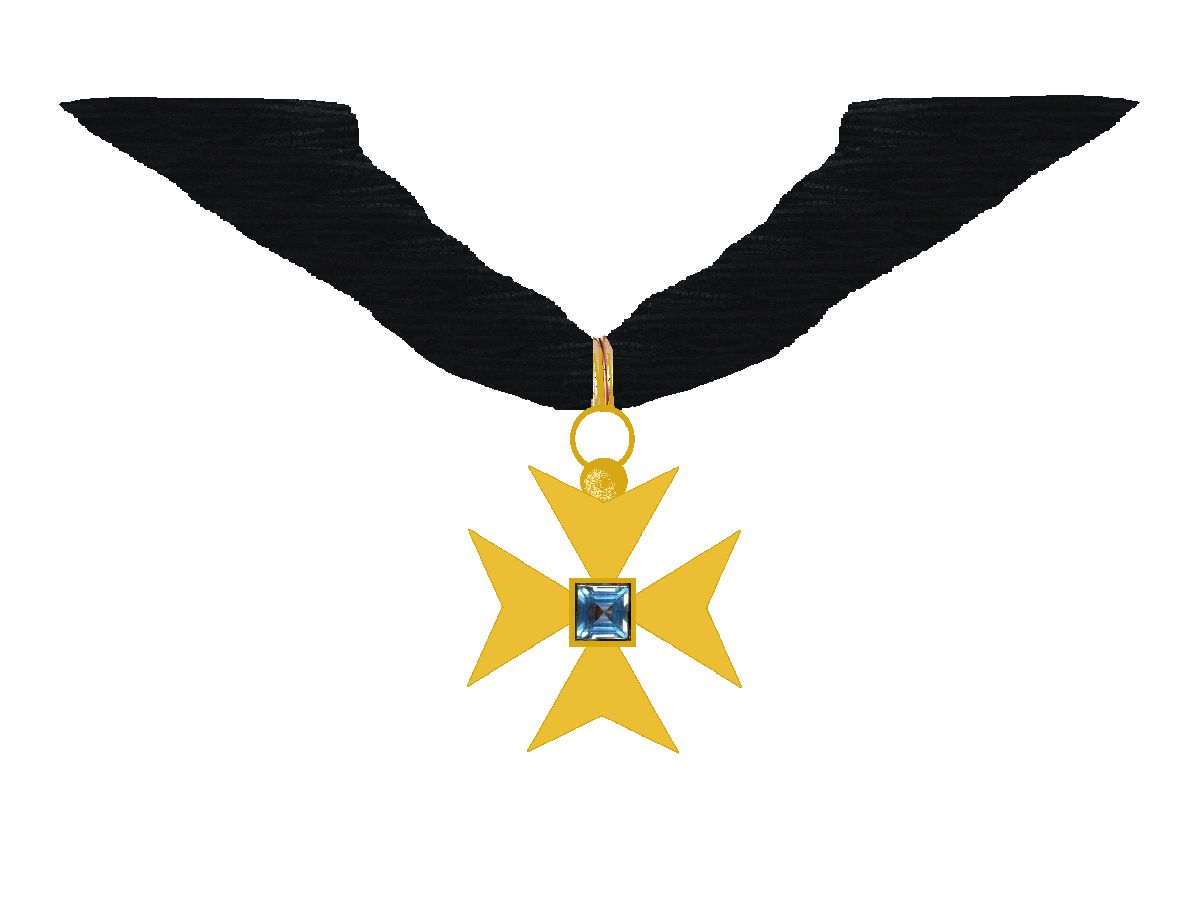
Ordre de la Générosité, 1e model met tafelgeslepen diamant in 1667

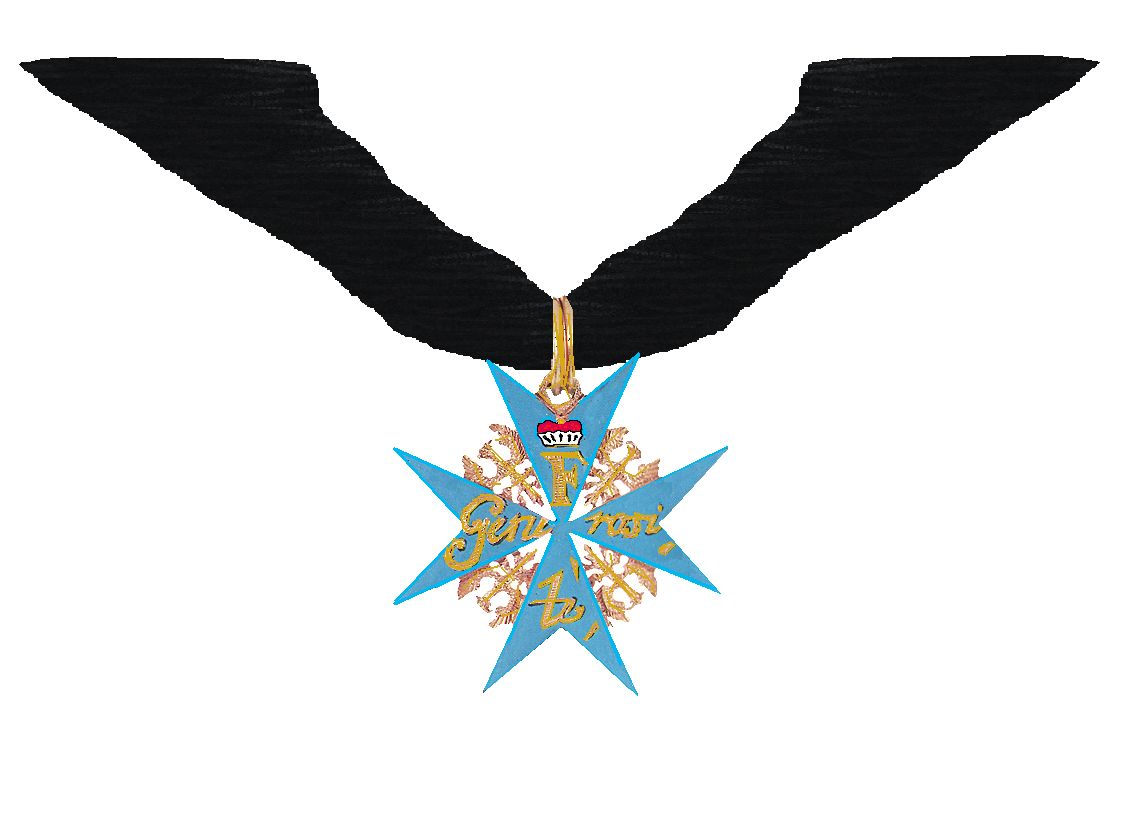
Ordre de la Générosité, 2e Model

De Ordre de la Générosité was een Pruisische ridderorde in de 18e eeuw. De Orde werd door de negenjarige markgraaf Frederik van Brandenburg, de latere koning Frederik I van Pruisen op 8 mei 1667 ingesteld.
Het was in de 18e eeuw in Duitsland gebruikelijk om ridderorden een Franse naam te geven. Frans was de omgangstaal aan het hof.
In het bewaard gebleven ordestatuut is sprake van een grootmeester en van leden of "Glieder". Het ordestatuut, het heeft niet meer dan vijf artikelen, is in het Duits gesteld. De ridders moesten weldadigheid ("générosité") beoefenen en het kruis, op straffe van een boete van 5 Dukaten altijd dragen.
Er waren van 1676 tot 1785 vijf commenden aan de orde verbonden; Egeln, Hornburg, Osterwieck, Kloster Zinna en Kloster Gröningen. Er waren tien ridders.
In 1740 werd de orde door Frederik II op de dag van zijn opvolging, de koning heeft zich nooit laten kronen, hervormd. De onderscheiding heette nu Ordre Pour le Mérite. In deze vorm heeft zij tot 1918 voortbestaan.

## Het versiersel
In het statuut van 1667 is alleen sprake van de vorm van het kruis met de edelsteen. Over een lint of keten wordt niets vastgelegd. In een portret uit ongeveer 1700 in het Preußen-Museum in Nordrhein-Westfalen is een kruis van het IIe model aan hemelsblauw lint te zien.
Het kleinood was in de 18e eeuw een hemelsblauw geëmailleerd gouden Maltezer kruis met de heraldische Brandenburgse adelaars, hier in goud vormgegeven, met gespreide vleugels tussen de vier kruisarmen. In het statuut van 8 mei 1867 is alleen sprake van een gouden kruis met een edelsteen in het midden. De bovenste arm draagt het met de keurvorstelijke kroon of keurhoed gekroonde monogram 'F'. De andere drie armen van het kruis dragen het opschrift 'Géné', 'rosi' en 'té'. Het kleinood werd om de hals gedragen aan een zwart of blauw gewaterd lint dat ongeveer twee vingers breed was. De statuten schrijven niets voor over de draagwijze en in de 17e eeuw was het nog gebruikelijk om een kruis naar eigen keus aan een lint of aan een keten te dragen.
Over de Ordre de la Générosité zijn elkaar tegensprekende bronnen beschikbaar. Men verschilt van mening over de kleur van het lint (blauw bij Meyer, zwart bij Maximilian Gritzner) en de vorm van het kruis. Bij sommige auteurs is, conform het ordestatuut van 1667, sprake van een edelsteen in het centrum van het kruis. Sommige bronnen laten de orde in 1667, andere in 1685 of 1687 ingesteld worden.
De in de 17e en 18e eeuw gebruikelijke praktijk om op eigen kosten kruisen te laten maken en bestaande kruisen met edelstenen te versieren zal aan de verwarring hebben bijgedragen .
Hüsken spreekt in zijn catalogus uit 2001 van twee modellen kruisen van vóór en van na 1685.
Volgens Bleckwenn is slechts één enkel kruis, van het IIe type, bewaard gebleven.

## Enige van de ridders

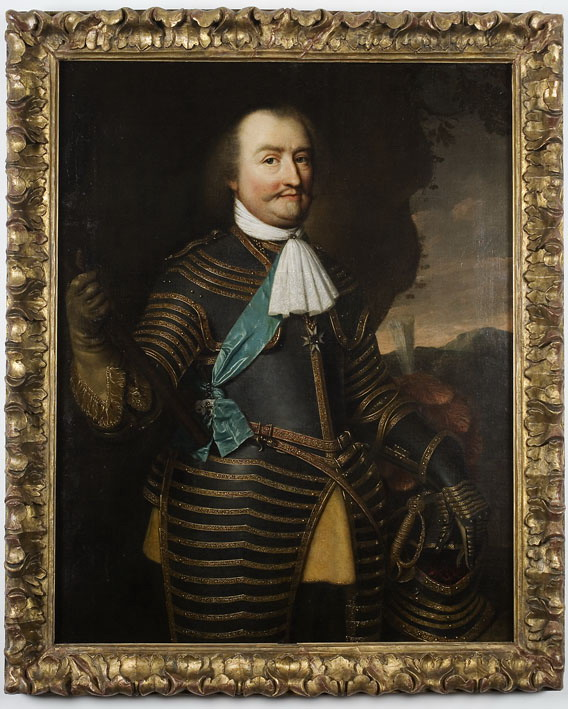
Portret van Johan Maurits van Nassau-Siegen, Pruisisch stadhouder in Westfalen. Draagt hij om de hals de Ordre de la Générosité aan een gouden keten?

- Henning Alexander von Kleist (1677–1749), generaal-veldmaarschalk[10]
- Carl Ewald von Rönne (1663–1716), generaal der cavallerie[11]
- Christiaan August van Anhalt-Zerbst (1690–1747), generaal-veldmaarschalk
- Georg Wilhelm Henning, koopman, organisator van de Siberische ijzerindustrie aan het eind van de 17e eeuw, stichter van de stad Jekaterinenburg[12]
- Carl Henrik Wrangel (1681–1755), veldmaarschalk[13]
- Carl Ludwig von Poellnitz
- Daniël Wolff baron van Dopff, (1650-1718) commandant en gouverneur van de vesting Maastricht, Heere van Aigermont, Nederkanne, Ruyff en Eben; Generaal van de Dragonders en Cavallerye van den Staat; veldt-marschalk-luitenant van zyne keizerlijke Majesteit; Quartier-meester generaal van de armeen van den Staat der vereenigde Nederlanden; chevallier van d'orde der generosite van zijne koningklyke Majesteit van Pruissen; kolonel van een regiment dragonders en gouverneur van Maastricht.[14]